# Harry Lubse
Henricus (Harry) Carolus Gerardus Lubse (ur. 23 września 1951 w Eindhoven) – piłkarz holenderski grający na pozycji ofensywnego lub lewego pomocnika.

## Kariera klubowa
Lubse pochodzi z Eindhoven, a jego pierwszym klubem był tamtejszy PSV Eindhoven. Do pierwszej drużyny trafił jeszcze w wieku 17 lat, w 1968 roku, jednak w lidze zadebiutował sezon później. W początkowych latach kariery był jednak głównie rezerwowym i na dobre w dorosłej piłce zaistniał w sezonie 1972/1973, kiedy to zdobył dla PSV 7 goli w Eredivisie. W kolejnym zdobył ich 14 i grał już w pierwszym składzie PSV oraz zdobył z nim swój pierwszy w karierze Puchar Holandii. W latach 1975 i 1976 Lubse zdobywał z PSV mistrzostwo Holandii oraz kolejny puchar (1976). W mistrzowskich sezonach zdobywał kolejno 8 i 14 goli dla PSV. Kolejne sukcesy z PSV Harry odniósł w sezonie 1977/1978, gdy został mistrzem kraju oraz zdobył ze swoim klubem Puchar UEFA, który był pierwszym europejskim trofeum klubu z Eindhoven. Lubse w PSV grał do 1980 roku przez 11 sezonów rozgrywając 254 mecze i zdobywając 82 gole.
Latem 1980 Lubse przeszedł do belgijskiego Beerschot VAC, w którym spędził tylko pół roku. Nie wywalczył miejsca w składzie i wrócił do ojczyzny zasilając szeregi Helmond Sport, z którym grał w Tweede Klasse. Po roku gry awansował do Eerstedivisie, a w 1982 poprowadził Helmond Sport do awansu do ekstraklasy. W Eredivisie Helmond z Lubse spędził 2 sezony, w których Harry zdobył łącznie 20 goli. Po spadku klubu do drugiej ligi Lubse przeszedł w 1984 do Vitesse Arnhem, w którym spędził sezon, a w 1985 roku zakończył piłkarską karierę.
| Sezon   | Klub           | Kraj     | Rozgrywki     | Mecze | Bramki |
| ------- | -------------- | -------- | ------------- | ----- | ------ |
| 1969/70 | PSV Eindhoven  | Holandia | Eredivisie    | 1     | 0      |
| 1970/71 | PSV Eindhoven  | Holandia | Eredivisie    | 1     | 0      |
| 1971/72 | PSV Eindhoven  | Holandia | Eredivisie    | 14    | 0      |
| 1972/73 | PSV Eindhoven  | Holandia | Eredivisie    | 16    | 7      |
| 1973/74 | PSV Eindhoven  | Holandia | Eredivisie    | 34    | 14     |
| 1974/75 | PSV Eindhoven  | Holandia | Eredivisie    | 33    | 8      |
| 1975/76 | PSV Eindhoven  | Holandia | Eredivisie    | 34    | 14     |
| 1976/77 | PSV Eindhoven  | Holandia | Eredivisie    | 26    | 6      |
| 1977/78 | PSV Eindhoven  | Holandia | Eredivisie    | 34    | 14     |
| 1978/79 | PSV Eindhoven  | Holandia | Eredivisie    | 28    | 9      |
| 1979/80 | PSV Eindhoven  | Holandia | Eredivisie    | 33    | 10     |
| 1980/81 | Beerschot VAC  | Belgia   | Eerste Klasse | 9     | 1      |
| 1980/81 | Helmond Sport  | Holandia | Tweede Klasse | 20    | 6      |
| 1981/82 | Helmond Sport  | Holandia | Eerstedivisie | 34    | 8      |
| 1982/83 | Helmond Sport  | Holandia | Eredivisie    | 33    | 8      |
| 1983/84 | Helmond Sport  | Holandia | Eredivisie    | 33    | 12     |
| 1984/85 | Vitesse Arnhem | Holandia | Eerstedivisie | 28    | 6      |

## Kariera reprezentacyjna
W reprezentacji Holandii Lubse rozegrał 1 mecz, a miało to miejsce 3 września 1975 w wygranym 4:1 meczu z Finlandią, rozegranym w ramach eliminacji do Mistrzostw Europy 1976. W meczu tym Lubse zdobył jedną z bramek dla „Oranje”.
W 1978 roku Lubse był członkiem kadry Holandii na Mistrzostwa Świata w Argentynie. Nie rozegrał tam żadnego meczu, ale przywiózł z tej imprezy srebrny medal.

## Sukcesy
- Mistrzostwo Holandii: 1975, 1976, 1978 z PSV
- Puchar Holandii: 1974, 1976 z PSV
- Puchar UEFA: 1978 z PSV
- Wicemistrzostwo świata: 1978